# ハーバード・シロシビン計画

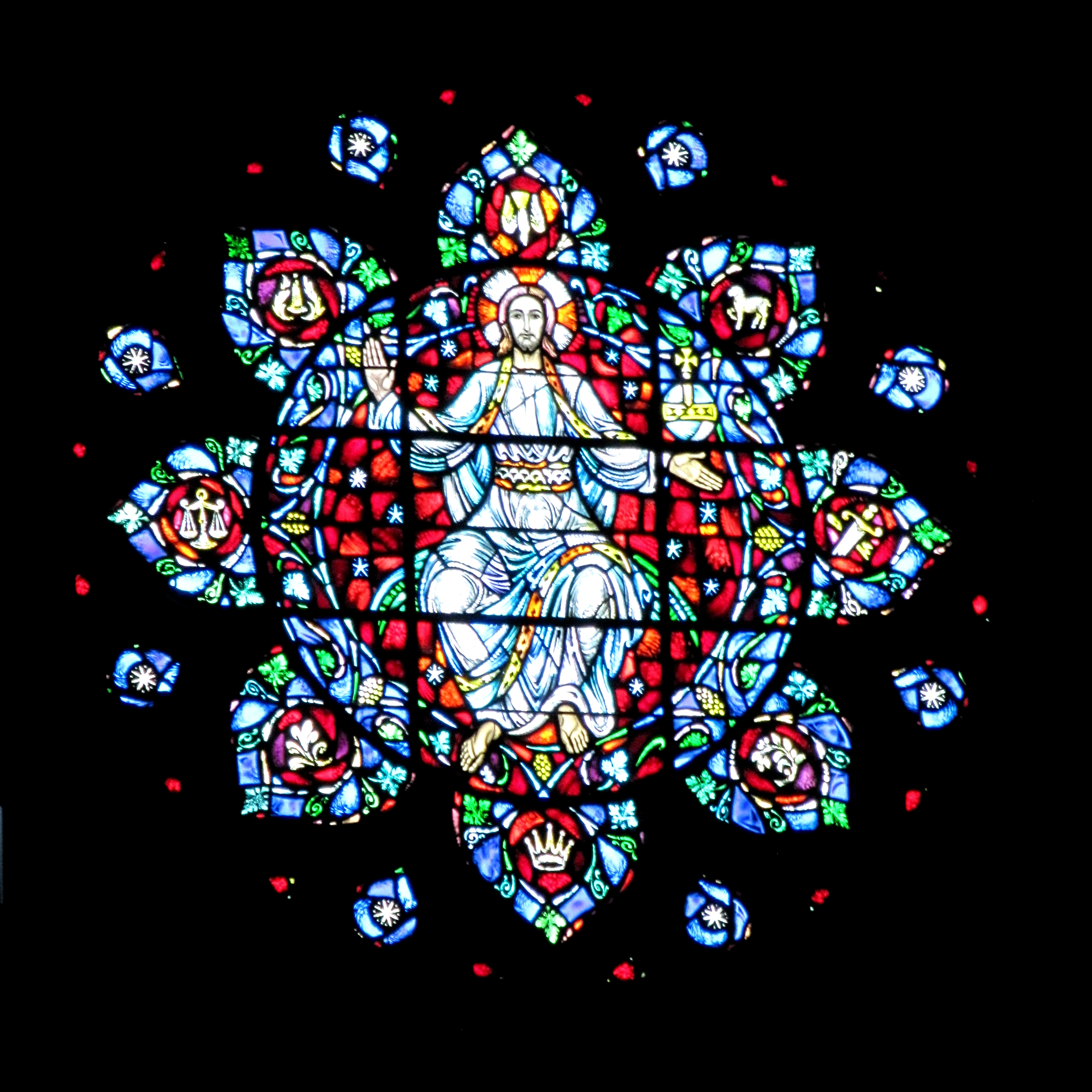
バラ窓。ハーバード・シロシビン計画のマーシュ礼拝堂の実験の舞台となった、ボストン大学のマーシュ礼拝堂の祭壇の上にある。

ハーバード・シロシビン計画 (Harvard Psilocybin Project) は、ティモシー・リアリーとリチャード・アルパートによる一連の心理学の実験である。
この計画の創設メンバーは、オルダス・ハクスリー、ハーバード大学でのリアリーの上司のデイビッド・マクレランド、フランク・バロン、ラルフ・メツナー、メスカリンの計画に取り組んでいた2人の大学院生から成り立っていた。実験は1960年中に開始され、1962年3月に、ハーバード・パーソナリティ研究センターの教授らが、内部会議で実験の正当性と安全性に懸念を提起するまで継続された。
こうした懸念が学内新聞の The Harvard Crimson （英語） に掲載され、公式な実験は打ち切られ、マサチューセッツ州保健局による検査には合格せず、リアリーとアルパートは解雇された。
リアリーとアルパートによる実験は、彼らの個人的な発見と幻覚剤の擁護の一環であった。シロシビンや他の幻覚剤の使用は、再犯を減らすためのコンコード刑務所実験のように学術的に開かれたものから、頻繁な個人的な使用までに及んでいた。
マーシュ礼拝堂の実験はこの計画の活動の例であり、リアリーによる監督の元、ハーバード神学校の大学院生によって実行された。ボストン地域の神学院生は、薬物が深遠な宗教的な体験を促すかを確かめるために設計された研究の一部として、シロシビンを投与され、10人中9人がそのような体験を報告した。実験におけるリアリーの積極的な参加と、ランダル・ラアッコ牧師（当時の神学生）への影響は、BBCの映像の一部にて描かれている。
当時は、メスカリンとペヨーテ・サボテンだけが違法であった。LSDとシロシビンが違法とされるまで5年がかかった。リアリーとアルパートがハーバード大学に対して挑戦的になるまで、学術的な人気者であったし、幻覚剤の使用に関しての彼らによる擁護が、彼らを1960年代の対抗文化初期の重要人物にしたのであった。
ヒューストン・スミスの最後の作品『知覚の扉を清める』 (Cleansing the Doors of Perception) には、ハーバード計画が、エンセオジェニック（幻覚剤に神聖さを込めた意味）な物質の気づきを真剣に、誠実に、慎重に提起することを目的とした、1960年代初期の活動だと記されている。スミスが参加したサブグループのメンバーにはリアリーは載せられていなかった。